# Pteroptrix machiaveli
Pteroptrix machiaveli är en stekelart som först beskrevs av Girault 1922.  Pteroptrix machiaveli ingår i släktet Pteroptrix och familjen växtlussteklar. Inga underarter finns listade i Catalogue of Life.